# City Yangon FC
Der City Yangon Football Club (kurz City Yangon FC), ehemals Horizon Football Club (kurz Horizon FC), war ein Fußballverein aus Myanmar. Der Verein war in Rangun (Yangon) beheimatet und spielte 2017 in der zweithöchsten Liga des Landes, der MNL-2.

## Geschichte
Der Verein wurde 2012 unter dem Namen Horizon FC gegründet. Die erste Saison spielte man in der zweithöchsten Liga des Landes, der MNL-2. Nach der Vizemeisterschaft 2015 stieg der Club in die höchste Liga, die Myanmar National League, auf. Nachdem der Verein nach der Saison den letzten Tabellenplatz belegt hatte, stieg man wieder in die MNL-2 ab. Nach dem Abstieg änderte der Verein seinen Namen in City Yangon FC. Die erste Saison nach dem Abstieg wurde man wieder Meister der zweiten Liga. Aus finanziellen Gründen wurde der Spielbetrieb mit Ende der Saison 2017 eingestellt.

## Erfolge
MNL-2
- Meister: 2017
- Vizemeister: 2015

## Stadion
Der Verein trug seine Heimspiele im Bogyoke-Aung-San-Stadion oder im Thuwanna-Stadion in Rangun aus, da das Horizon Stadium nicht für den Spielbetrieb zugelassen wurde.

## Ehemalige Spieler
| - Chit Ko Ko - Chan Myaye - Htet Lin Aung - Aung Ko Oo - Nyi Nyi Htun - Aung Zin Phyo - Soe Kyaw Kyaw - Cham Myaye - Aung Phyo Phyo - Lwin Min Thant - Naing Ye Aung | - Martin P. Karndu - Naing Ye Aung - Thura Min Naing - Aung Ko Ko Naing - Myo Zaw Oo - Joseph Mpande - Phyo Mg Mg - Saw Aung Lwin - Chan Oo - Isa Lumu |

## Bester Torschütze 2017
| Saison | Name          | Tore |
| ------ | ------------- | ---- |
| 2017   | Joseph Mpande | 30   |

## Saisonplatzierung
| Saison | Liga                    | Liga   | Liga | Liga | Liga | Liga  | Liga   | Liga     | Liga |
| Saison | Liga                    | Spiele | S    | U    | N    | Tore  | Punkte | Position |      |
| ------ | ----------------------- | ------ | ---- | ---- | ---- | ----- | ------ | -------- | ---- |
| 2013   | MNL-2                   | 16     | 2    | 4    | 10   | 18:38 | 10     | 8.       |      |
| 2014   | MNL-2                   | 16     | 5    | 1    | 10   | 20:26 | 16     | 8.       |      |
| 2015   | MNL-2                   | 18     | 11   | 5    | 2    | 54:16 | 38     | 2. ▲     |      |
| 2016   | Myanmar National League | 22     | 1    | 4    | 16   | 19:59 | 7      | 12. ▼    |      |
| 2017   | MNL-2                   | 18     | 16   | 2    | 0    | 60:12 | 50     | 1.       |      |